# ИЖ-32 (винтовка)
ИЖ-32 — пневматическая спортивная винтовка созданная специалистами Ижевского механического завода под руководством Г. Я. Протопопова. Оружие отличается высоким качеством исполнения, комфортностью использования и хорошей точностью стрельбы. Соответствует требованиям Международной федерации спортивной стрельбы (ISSF). Помимо спортивного применения может быть использована в тренировочных целях и для охоты на мелких животных.

## Конструкционные особенности
Данная разработка относится к классу однозарядных винтовок компрессионного типа; боевой компрессор взводится рычагом, вращающимся в горизонтальной плоскости. Механизм взведения снабжен предохранителем, предотвращающим захлопывание рычага в случае неполного взведения. Спусковой механизм имеет предохранитель от выстрела при падении оружия на затылок приклада и допускает регулировку усилия спуска, характера спуска, хода и положения спускового крючка. Прицел диоптрический, с регулировкой по горизонтали и вертикали. Приклад с регулируемым по вертикали и углу наклона затылком.